# Subminiaturröhre

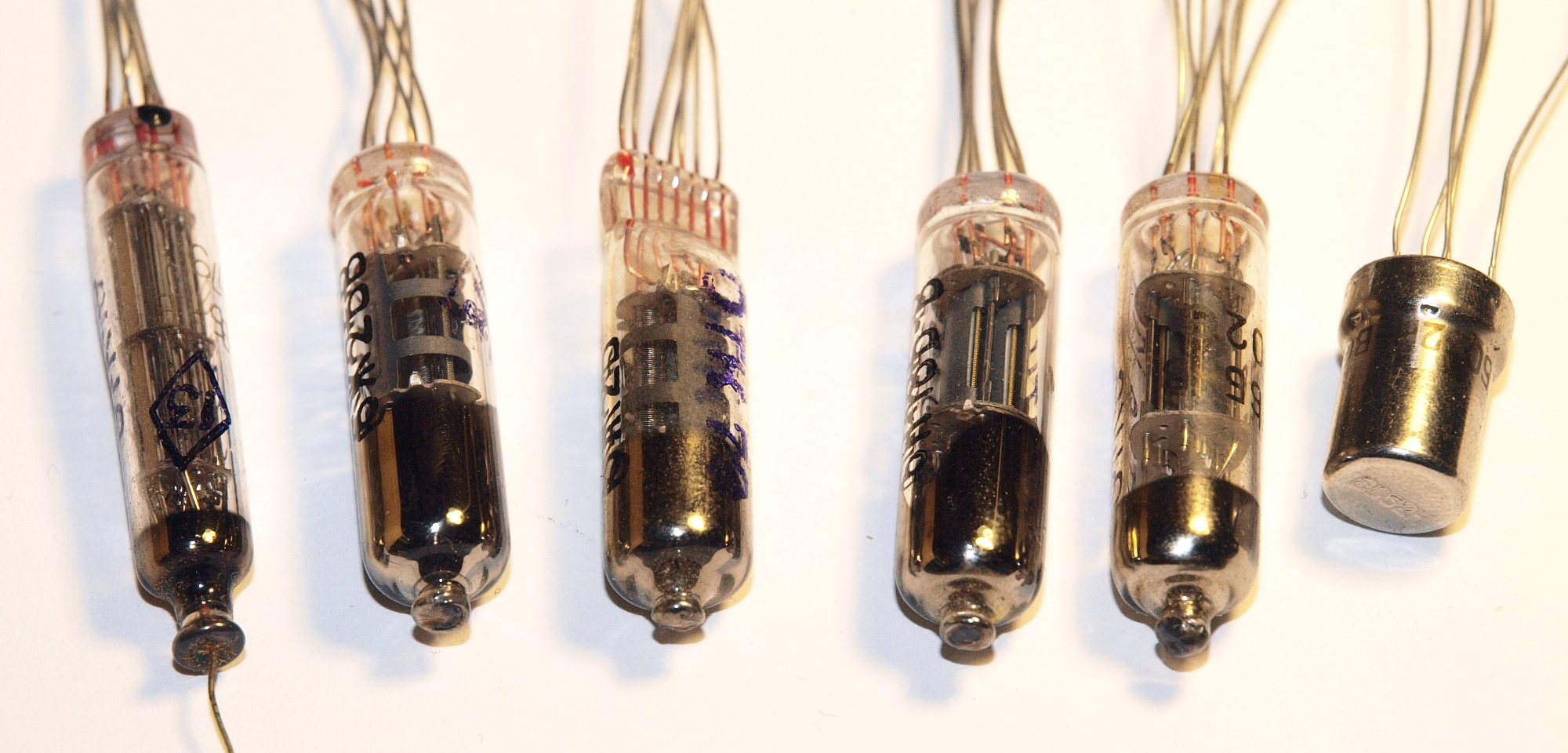
Verschiedene Typen von Subminiaturröhren

Eine Subminiaturröhre oder auch Bleistiftröhre ist eine äußerst miniaturisierte Allglas-Elektronenröhre ohne Sockel, die zusammen mit den noch weiter miniaturisierten VHF-Nuvistoren das Endstadium der Röhrentechnologie repräsentiert. Die Standardabmessungen der Röhre waren 7 mm × 9 mm × 30 mm – damit entspricht der Durchmesser des Glasrohres in etwa dem eines Bleistifts, weswegen man den winzigen Röhrentyp im angloamerikanischen Sprachbereich auch als pencil-valve bzw. pencil-tube bezeichnete.

## Militärische Anwendungen
Wie so oft bei komplexen technischen Innovationen (z. B. Spanngitterröhren, Operationsverstärker) wurden die Subminiaturröhren unter dem Druck zu einer militärischen Überlegenheit gegen Ende des Zweiten Weltkriegs in den waffentechnischen Elektroniklaboratorien der Alliierten Großbritannien und den Vereinigten Staaten entwickelt. Am Applied Physics Laboratory der Johns Hopkins University in Baltimore experimentierte unter der Leitung seines Gründers Merle Antony Tuve ein Team von Wissenschaftlern an der Konstruktion einer neuartigen, hocheffizienten Näherungszündelektronik für Flugabwehrgranaten, Fliegerbomben sowie Artillerie- und Mörsergeschossen. Bedingt durch den Platzmangel und die beim Abschuss und der Rotation der Granate auftretenden enormen Kraftwirkungen (mehr als 20.000 g und ca. 30.000/min) mussten die für das technisch anspruchsvolle Projekt notwendigen Elektronenröhren extrem miniaturisiert und ihr Elektrodensystem sowie der empfindliche Heizfaden rigoros mechanisch stabilisiert werden – die Elektrodenanschlüsse sind bei Subminiaturröhren meist über einen Quetschfuß-Flachsockel nach außen geführt und wurden direkt mit den Schaltungselementen verbunden, der steckbare Rundsockel war eher die Ausnahme. Der Elektronikteil der ersten funktionsfähigen Abstandszünder war mit einer Subminiatur-Triode (Oszillator), zwei Subminiatur-Tetroden (Verstärkerstufe) und einem Subminiatur-Kaltkathoden-Thyratron (Schaltröhre) bestückt.
Nach umfangreichen Forschungs- und Experimentierarbeiten gelang 1943 der Durchbruch: die bislang verwendeten einfachen Aufschlagzünder wurden in den letzten beiden Kriegsjahren durch intelligente, elektronisch gesteuerte Näherungszünder (Radio proximity fuze) ergänzt, deren Funktionsprinzip auf dem Dopplereffekt basierte. Der Näherungszünder gehört zusammen mit dem Radar und der Kernwaffe zu den bedeutendsten militärischen Innovationen des Zweiten Weltkriegs – die Effektivität, Treffsicherheit sowie das zerstörerische Potenzial von militärischer Sprengmunition mit elektronischem Näherungszünder konnte 1943 erstmals im Pazifikkrieg mit den von der Helena abgefeuerten und mit der neuartigen Zündeinrichtung Mk 32 ausgerüsteten Flugabwehrgranaten enorm gesteigert werden. In der Ardennenoffensive spielte die neue Waffe für die Alliierten eine entscheidende Rolle. Bis zum Ende des Krieges 1945 wurden unter großen Anstrengungen und mit der riesigen Produktionskapazität der US-amerikanischen Elektronikindustrie mehr als 22 Millionen Näherungszünder für das Militär geliefert.
Trotz der Verfügbarkeit moderner Halbleiterelemente enthielt ein großer Teil der analogen Avionik des bis 1985 gebauten sowjetischen Kampfjets MiG-25 zahlreiche Subminiaturröhren, deren Resistenz bei einem eventuellen nuklearen elektromagnetischen Impuls NEMP die Funktionsfähigkeit der Elektronik und damit die Kampfbereitschaft des Fluggeräts gewährleistete.

## Zivile Anwendungen

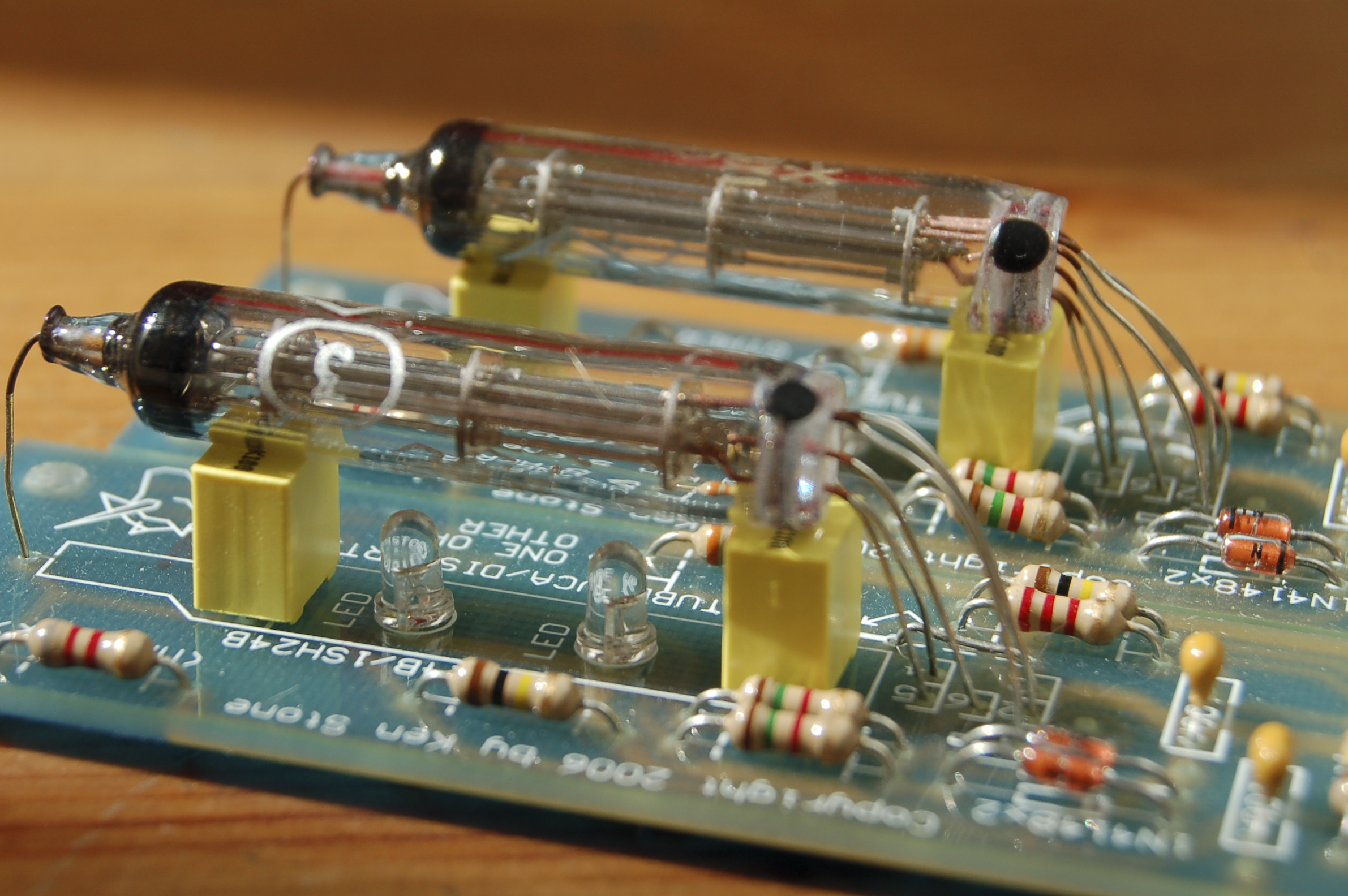
Zwei Subminiaturröhren montiert auf einer Leiterplatte

Bis zur Erfindung des Transistors kamen besonders stromsparende Subminiaturröhren als Verstärkerelement in kleinen batteriebestückten elektronischen Hörhilfen zum Einsatz. Die dafür entwickelte NF-Pentode DF651 begnügt sich beispielsweise mit einer Heizspannung von 0,625 V bei 10 mA Heizstrom.
1954 brachte Grundig das erste miniaturisierte Kofferradio (Abmessungen:16×9×4 cm) mit der Bezeichnung „Mini Boy“ auf den Markt: ein leistungsfähiger Mittelwellen-Superheterodyn, der mit 4 Subminiaturröhren bestückt wurde. Es blieb das einzige kommerzielle Taschenradio aus westdeutscher Produktion mit Subminiaturröhren, die Konkurrenten verwendeten die wesentlich größeren gesockelten Batterieröhren der D-Serie mit 1,4 V Heizspannung. In den USA war das Motorola „Pixie“ mit ähnlichen Abmessungen weit verbreitet. Dieses Radio hatte neben 4 Subminiaturröhren 1AH4, 1AJ5, 1AG4 noch die Röhre 1R5 (=DK91) an Bord, eine 7-Pin-Miniaturröhre. Empfangsbereich: MW.
Besondere Bedeutung erlangten die Low-Noise-Subminiaturröhren für hochwertige Kondensatormikrofone in der professionellen Studiotechnik wie z. B. die MSC2 von 1949 aus dem kleinen Unternehmen von Albert Hiller und die von Telefunken entwickelte Triode AC701, die in den Mikrofonmodellen Telefunken Ela-M-251, einer umgelabelten Version des AKG C12, im Neumann Quadro- bzw. Stereomikrofon QM69/SM69 oder im M221 der Firma Schoeps von 1954 eingesetzt wurde. Die winzige Röhre ermöglichte erstmals die Konstruktion von erstklassigen Mikrofonen mit einem Durchmesser von 20 mm. Da eine Fertigung von Subminiaturröhren nicht mehr existiert, arbeiten heute in den technisch anspruchsvollen Impedanzwandlerstufen aktueller Röhren-Großmembran-Kondensatormikrofone gängige Noval-Miniaturröhren wie die EF86 oder auch die ECC83.
Das Ende der Elektronenröhren läutete 1954 das erste auf dem US-amerikanischen Markt erschienene, vollständig mit Transistoren arbeitende kommerzielle Transistorradio der Radiogeschichte ein – bis zur Serienreife der ersten westdeutschen Volltransistorradios, und damit dem sich allmählich abzeichnenden Ende der Röhrenära, dauerte es aber noch einige Jahre.